# Arnar Jónsson
Pour les articles homonymes, voir Jónsson.
Arnar Jónsson, né à Akureyri (Islande) le 21 janvier 1943, est un acteur islandais.

## Biographie
Arnar Jónsson est marié à l'actrice et danseuse Þórhildur Þorleifsdóttir. Il a cinq enfants, dont l'actrice Sólveig Arnarsdóttir (is).

## Filmographie partielle

### Au cinéma
- 1981 : Útlaginn
- 1983 : Á hjara veraldar
- 1984 : Atómstöðin : Gunnar
- 1992 : Ævintýri á Norðurslóðum : le père (segment « Hestar og huldufólk »)
- 1992 : Karlakórinn Hekla : Kórfélagi
- 1997 : Maria : Jonas
- 1998 : Dansinn : Djákni
- 2001 : Mávahlátur : Sýslumaður
- 2009 : Bjarnfreðarson : Sævar
- 2010 : Móðurleysinginn : Læknir
- 2012 : A Stunning Performance : Albert Hergeirsson
- 2015 : L'Histoire du géant timide (Fúsi) : Rolf
- 2017 : Bokeh : Nils (en post-production)